# Mensurius
Mensurius était un évêque de Carthage au début du IVe siècle pendant l'Église chrétienne primitive.
Lors de la persécution de Dioclétien, il parvint à ne pas remettre les Saintes Écritures aux autorités romaines, mais fut néanmoins considéré comme un traditeur par les donatistes. Il était accusé d'avoir « toléré » les Traditeurs.
Dans une lettre à Secundus, évêque de Tigisi, alors primat de Numidie, il explique qu'il avait lui-même emporté les textes de l'église dans sa propre maison, et les avait substitués à un certain nombre d'écrits hérétiques, que les autorités avaient saisi sans en demander plus. Mais le proconsul, informé de la supercherie, refusa de perquisitionner la maison particulière de l'évêque.
Secundus, dans sa réponse, sans blâmer Mensurius, loua quelque peu ostensiblement les martyrs qui, dans sa propre province, avaient été torturés et mis à mort pour avoir refusé de livrer les Écritures et qu'il avait lui-même répondu aux fonctionnaires venus chercher : « Je suis un chrétien et un évêque, pas un traditeur." Certains comme Pétilien de Cirta le considéraient même comme un thurificateur.
Mensurius interdit également d'être honoré comme martyr quiconque s'était livré de lui-même, ou s'était vanté de posséder des copies des Écritures qu'il serait incapable de montrer. Certains d'entre eux, selon lui, étaient des criminels et des débiteurs de l'État, qui pensaient qu'ils pourraient ainsi se débarrasser d'une vie pénible, ou bien effacer le souvenir de leurs méfaits, ou au moins gagner de l'argent et profiter en prison du luxe fourni par la gentillesse des chrétiens.
En 308, Mensuris cacha le diacre Félix qui était accusé de calomnie contre l'Empereur et le défendit à Rome. Après son acquittement, il ne put retourner à Carthage en raison du blocus de Maxence. Sa mort hors d'Afrique et le rejet de son successeur Caecilianus ont contribué aux schismes donatistes en Afrique du Nord.

### Sources
- Encyclopédie chrétienne - Synode luthérien du Missouri - Mensurius
- (de) Anette Hettinger, « Mensurius, katholischer Bischof von Karthago », dans Biographisch-Bibliographisches Kirchenlexikon (BBKL), vol. 5, Herzberg, 1993 (ISBN 3-88309-043-3, lire en ligne), colonnes 1272-1273
- Augustinus, Breuiculus conlationis cum Donatistis III, 13, 25 u. 17, 32, dans : CChr 149A, 290-298
- D. Voelter, Der Ursprung des Donatismus nach den Quellen untersucht und dargestellt, 1883
- Louis Duchesne, Le dossier du donatisme, in : Mélanges d'archéologie et d'histoire 10, 1890, 628 f.
- Paul Monceaux, Histoire littéraire de l'Afrique chrétienne depuis les origines jusqu'à l'invasion arabe (7 volumes : Tertullien et les origines - saint Cyprien et son temps - le IV, d'Arnobe à Victorin - le Donatisme - saint Optat et les premiers écrivains donatistes - la littérature donatiste au temps de saint Augustin - saint Augustin et le donatisme) (19662) 8-25, 204
- Hans von Soden (Hrsg. ), Urkunden zur Entstehungsgeschichte des Donatismus, 1913 (bearb. c. HV Campenhausen 19502), Nr. 4, 5-7
- WHC Frend, L'Église donatiste, 1952 (19853), 6-17
- K. Clancy, Quand a commencé le schisme donatiste ?, in : JThS 28, 1977, 104-109
- Emilien Lamirande, La correspondance entre Secundus et Mensurius, in : uvres de Saint Augustin 32 (Bibliothèque Augustinienne) 1965, 728
- M. Nallino, Un papiro cristiano della raccolta fiorentina. Lettera di Theonas a Mensurio, in: Atene e Roma 11, 1966, 27-30
- Jean-Louis Maier, L'épiscopat de l'Afrique romaine, vandale et byzantine (Bibliotheca Helvetica Romana 11), 1973, 363-364 ; - ders., Le dossier du donatisme I : Des origines à la mort de Constance II, 303-361 (Texte und Untersuchungen zur Geschichte der altchristlichen Literatur 134), 1987, Index
- TD Barnes, Les débuts du donatisme, dans : JThS NS 26, 1975, 13-22
- Serge Lancel, Les débuts du Donatisme : La date du "Protocole de Cirta" et de l'élection épiscopale de Silvanus, in : RevÉAug 25, 1979, 217-229
- André Mandouze, Prosopographie de l'Afrique chrétienne 303-533 (Prosopographie chrétienne du Bas-Empire 1), 1982, 748-749
- Bernhard Kriegbaum, Kirche der Traditoren ou Kirche der Märtyrer. Die Vorgeschichte des Donatismus (Innsbrucker Theologische Studien 16), 1986, 59-148
- Pauly-Wissowa XV/1, 960-961; - RGG3 IV, 877 ; - TRE I, 653-655.